# Posseduta
Posseduta (Sukkubus - Den Teufel im Leib) è un film tedesco del 1989 diretto da Georg Tressler.

## Trama
Nelle Alpi della Svizzera del XIX secolo, dopo una notte trascorsa in altura, tre pastori creano una bambola con stoffa e una radice di legno, ma quando prende vita sotto forma di un demone femminile malvagio, hanno paura che ella li possa uccidere.

## Distribuzione
È stata distribuita in DVD per la prima volta nel 2023 dalla Oblivion in versione integrale.